# 2010-es labdarúgó-világbajnokság-selejtező (UEFA – 4. csoport)
A 2010-es labdarúgó-világbajnokság európai 4. selejtezőcsoportjának mérkőzéseit, és a csoport végeredményét tartalmazó lapja. A csoport sorsolását 2007. november 25-én tartották a dél-afrikai Durbanban. A csoportban körmérkőzéses, oda-visszavágós rendszerben játszottak egymással a labdarúgó-válogatottak. A csoportelső automatikus résztvevője lett a 2010-es labdarúgó-világbajnokságnak, a csoport második helyezett csapata csak úgy játszhatott pótselejtezőt, ha a másik nyolc csoportban legalább egy válogatottnál jobb lett a csoport első öt helyezettje elleni összeredménye.
A csoportban a 2006-os labdarúgó-világbajnokság rendező országa, Németország mellett Oroszország, Finnország, Wales, Azerbajdzsán és Liechtenstein szerepelt.
A csoport mérkőzéseinek időbeosztását 2008. január 10-én egyeztették az érintett labdarúgó-válogatottak képviselői Frankfurtban, Németországban.

## Tabella
| Hely. | Csapat        | M  | Gy | D | V | G+ | G– | Gk  | P  | Továbbjutás                         |     | Németország | Oroszország | Finnország | Wales | Azerbajdzsán | Liechtenstein |
| ----- | ------------- | -- | -- | - | - | -- | -- | --- | -- | ----------------------------------- | --- | ----------- | ----------- | ---------- | ----- | ------------ | ------------- |
| 1.    | Németország   | 10 | 8  | 2 | 0 | 26 | 5  | +21 | 26 | Kijutott a 2010-es világbajnokságra |     | —           | 2–1         | 1–1        | 1–0   | 4–0          | 4–0           |
| 2.    | Oroszország   | 10 | 7  | 1 | 2 | 19 | 6  | +13 | 22 | Továbbjutott a második fordulóba    |     | 0–1         | —           | 3–0        | 2–1   | 2–0          | 3–0           |
| 3.    | Finnország    | 10 | 5  | 3 | 2 | 14 | 14 | 0   | 18 |                                     |     | 3–3         | 0–3         | —          | 2–1   | 1–0          | 2–1           |
| 4.    | Wales         | 10 | 4  | 0 | 6 | 9  | 12 | −3  | 12 |                                     | 0–2 | 1–3         | 0–2         | —          | 1–0   | 2–0          |               |
| 5.    | Azerbajdzsán  | 10 | 1  | 2 | 7 | 4  | 14 | −10 | 5  |                                     | 0–2 | 1–1         | 1–2         | 0–1        | —     | 0–0          |               |
| 6.    | Liechtenstein | 10 | 0  | 2 | 8 | 2  | 23 | −21 | 2  |                                     | 0–6 | 0–1         | 1–1         | 0–2        | 0–2   | —            |               |

## Mérkőzések
| 2008. szeptember 6. 15:00 (UTC+1) |

| Wales     | 1–0               | Azerbajdzsán   |
| --------- | ----------------- | -------------- |
| Vokes 83' | (0–0) Jegyzőkönyv | Ramin 48′, 68′ |

| Millennium Stadion, Cardiff Nézőszám: 17 106 Játékvezető: Sztavrev (macedón) |

| 2008. szeptember 6. 20:45 (UTC+2) |

| Liechtenstein | 0–6               | Németország                                                                    |
| ------------- | ----------------- | ------------------------------------------------------------------------------ |
|               | (0–1) Jegyzőkönyv | Podolski 21' 48' Rolfes 64' Schweinsteiger 65' Hitzlsperger 75' Westermann 86' |

| Rheinpark Stadion, Vaduz Nézőszám: 6 021 Játékvezető: Gomes (portugál) |

| 2008. szeptember 10. 19:00 (UTC+4) |

| Oroszország                                | 2–1               | Wales      |
| ------------------------------------------ | ----------------- | ---------- |
| Pavljucsenko 22' (11-esből) Pogrebnyak 81' | (1–0) Jegyzőkönyv | Ledley 67' |

| Lokomotyiv Stadion, Moszkva Nézőszám: 28 000 Játékvezető: Skomina (szlovén) |

| 2008. szeptember 10. 21:00 (UTC+5) |

| Azerbajdzsán | 0–0         | Liechtenstein |
| ------------ | ----------- | ------------- |
|              | Jegyzőkönyv |               |

| Tofik Bahramov Stadion, Bakı Nézőszám: 25 000 Játékvezető: Georgiev (bolgár) |

| 2008. szeptember 10. 20:35 (UTC+3) |

| Finnország                             | 3–3               | Németország       |
| -------------------------------------- | ----------------- | ----------------- |
| Johansson 33' Väyrynen 43' Sjölund 53' | (2–2) Jegyzőkönyv | Klose 38' 45' 83' |

| Olimpiai Stadion, Helsinki Nézőszám: 37 150 Játékvezető: Kassai (magyar) |

| 2008. október 11. 17:00 (UTC+3) |

| Finnország              | 1–0               | Azerbajdzsán |
| ----------------------- | ----------------- | ------------ |
| Forssell 61' (11-esből) | (0–0) Jegyzőkönyv |              |

| Olimpiai Stadion, Helsinki Nézőszám: 22 124 Játékvezető: Collum (skót) |

| 2008. október 11. 17:30 (UTC+1) |

| Wales                         | 2–0               | Liechtenstein |
| ----------------------------- | ----------------- | ------------- |
| Edwards 42' Frick 80' (öngól) | (1–0) Jegyzőkönyv |               |

| Millennium Stadion, Cardiff Nézőszám: 13 356 Játékvezető: Vejlgaard (dán) |

| 2008. október 11. 20:45 (UTC+2) |

| Németország             | 2–1               | Oroszország |
| ----------------------- | ----------------- | ----------- |
| Podolski 9' Ballack 28' | (2–0) Jegyzőkönyv | Arsavin 51' |

| Westfalenstadion, Dortmund Nézőszám: 65 607 Játékvezető: Fröjdfeldt (svéd) |

| 2008. október 15. 19:00 (UTC+4) |

| Oroszország                                       | 3–0               | Finnország |
| ------------------------------------------------- | ----------------- | ---------- |
| Pasanen 23' (öngól) Lampi 65' (öngól) Arsavin 88' | (1–0) Jegyzőkönyv |            |

| Lokomotyiv Stadion, Moszkva Nézőszám: 28 000 Játékvezető: Vasszárasz (görög) |

| 2008. október 15. 20:45 (UTC+2) |

| Németország    | 1–0               | Wales |
| -------------- | ----------------- | ----- |
| Trochowski 72' | (0–0) Jegyzőkönyv |       |

| Borussia-Park, Mönchengladbach Nézőszám: 44 500 Játékvezető: Duhamel (francia) |

| 2009. március 28. 17:00 (UTC+3) |

| Oroszország                   | 2–0               | Azerbajdzsán |
| ----------------------------- | ----------------- | ------------ |
| Pavljucsenko 32' Zirjanov 71' | (1–0) Jegyzőkönyv |              |

| Luzsnyiki Stadion, Moszkva Nézőszám: 62 000 Játékvezető: Gumienny (belga) |

| 2009. március 28. 15:00 (UTC+0) |

| Wales | 0–2               | Finnország               |
| ----- | ----------------- | ------------------------ |
|       | (0–1) Jegyzőkönyv | Johansson 43' Kuqi 90+1' |

| Millennium Stadion, Cardiff Nézőszám: 22 604 Játékvezető: Iturralde González (spanyol) |

| 2009. március 28. 20:00 (UTC+1) |

| Németország                                          | 4–0               | Liechtenstein |
| ---------------------------------------------------- | ----------------- | ------------- |
| Ballack 4' Jansen 8' Schweinsteiger 47' Podolski 50' | (2–0) Jegyzőkönyv |               |

| Zentralstadion, Lipcse Nézőszám: 43 368 Játékvezető: Iscsenko (ukrán) |

| 2009. április 1. 19:30 (UTC+2) |

| Liechtenstein | 0–1               | Oroszország  |
| ------------- | ----------------- | ------------ |
|               | (0–1) Jegyzőkönyv | Zirjanov 38' |

| Rheinpark Stadion, Vaduz Nézőszám: 5 679 Játékvezető: McKeon (ír) |

| 2009. április 1. 19:45 (UTC+1) |

| Wales | 0–2               | Németország                      |
| ----- | ----------------- | -------------------------------- |
|       | (0–1) Jegyzőkönyv | Ballack 11' Williams 48' (öngól) |

| Millennium Stadion, Cardiff Nézőszám: 26 064 Játékvezető: Hauge (norvég) |

| 2009. június 6. 20:00 (UTC+5) |

| Azerbajdzsán | 0–1               | Wales       |
| ------------ | ----------------- | ----------- |
|              | (0–1) Jegyzőkönyv | Edwards 42' |

| Tofik Bahramov Stadion, Bakı Nézőszám: 25 000 Játékvezető: Strömbergsson (svéd) |

| 2009. június 6. 19:00 (UTC+3) |

| Finnország                 | 2–1               | Liechtenstein |
| -------------------------- | ----------------- | ------------- |
| Forssell 33' Johansson 71' | (1–1) Jegyzőkönyv | Frick 13'     |

| Olimpiai Stadion, Helsinki Nézőszám: 20 319 Játékvezető: Kovařík (cseh) |

| 2009. június 10. 20:30 (UTC+3) |

| Finnország | 0–3               | Oroszország                    |
| ---------- | ----------------- | ------------------------------ |
|            | (0–1) Jegyzőkönyv | Kerzsakov 27' 53' Zirjanov 71' |

| Olimpiai Stadion, Helsinki Nézőszám: 37 028 Játékvezető: Plautz (osztrák) |

| 2009. augusztus 12. 21:00 (UTC+5) |

| Azerbajdzsán | 0–2               | Németország                  |
| ------------ | ----------------- | ---------------------------- |
|              | (0–1) Jegyzőkönyv | Schweinsteiger 11' Klose 53' |

| Tofik Bahramov Stadion, Bakı Nézőszám: 22 500 Játékvezető: Kelly (ír) |

| 2009. szeptember 5. 20:00 (UTC+5) |

| Azerbajdzsán | 1–2               | Finnország                |
| ------------ | ----------------- | ------------------------- |
| Mammadov 49' | (0–0) Jegyzőkönyv | Tihinen 74' Johansson 85' |

| Kazár-lankarani Központi Stadion, Lankaran Nézőszám: 12 000 Játékvezető: Trifonos (ciprusi) |

| 2009. szeptember 5. 19:00 (UTC+4) |

| Oroszország                                                  | 3–0               | Liechtenstein |
| ------------------------------------------------------------ | ----------------- | ------------- |
| V. Berezuckij 17' Pavljucsenko 40' (11-esből) 45' (11-esből) | (3–0) Jegyzőkönyv |               |

| Petrovszkij Stadion, Szentpétervár Nézőszám: 20 500 Játékvezető: Constantin (román) |

| 2009. szeptember 9. 19:30 (UTC+2) |

| Liechtenstein            | 1–1               | Finnország              |
| ------------------------ | ----------------- | ----------------------- |
| Polverino 75' Büchel 75′ | (0–0) Jegyzőkönyv | Litmanen 74' (11-esből) |

| Rheinpark Stadion, Vaduz Nézőszám: 3 132 Játékvezető: Panić (Bosznia-hercegovinai) |

| 2009. szeptember 9. 20:45 (UTC+2) |

| Németország                                       | 4–0               | Azerbajdzsán    |
| ------------------------------------------------- | ----------------- | --------------- |
| Ballack 14' (11-esből) Klose 55' 65' Podolski 71' | (1–0) Jegyzőkönyv | Abasov 14′, 50′ |

| AWD-Arena, Hannover Nézőszám: 35 369 Játékvezető: Kakos (görög) |

| 2009. szeptember 9. 19:45 (UTC+1) |

| Wales       | 1–3               | Oroszország                                   |
| ----------- | ----------------- | --------------------------------------------- |
| Collins 53' | (0–1) Jegyzőkönyv | Szemsov 36' Ignasevics 71' Pavljucsenko 90+1' |

| Millennium Stadion, Cardiff Nézőszám: 14 505 Játékvezető: Sousa (portugál) |

| 2009. október 10. 17:00 (UTC+3) |

| Finnország                | 2–1               | Wales       |
| ------------------------- | ----------------- | ----------- |
| Porokara 5' Moisander 77' | (1–1) Jegyzőkönyv | Bellamy 18' |

| Helsinki Olimpiai Stadion, Helsinki Nézőszám: 14 000 Játékvezető: Mažić (szerb) |

| 2009. október 10. 19:00 (UTC+4) |

| Oroszország | 0–1               | Németország                |
| ----------- | ----------------- | -------------------------- |
|             | (0–1) Jegyzőkönyv | Klose 35' Boateng 42′, 69′ |

| Luzsnyiki Stadion, Moszkva Nézőszám: 72 100 Játékvezető: Busacca (svájci) |

| 2009. október 10. 20:00 (UTC+2) |

| Liechtenstein | 0–2               | Azerbajdzsán             |
| ------------- | ----------------- | ------------------------ |
|               | (0–0) Jegyzőkönyv | Javadov 55' Mammadov 82' |

| Rheinpark Stadion, Vaduz Nézőszám: 1 635 Játékvezető: Radovanović (montenegrói) |

| 2009. október 14. 21:00 (UTC+5) |

| Azerbajdzsán | 1–1               | Oroszország |
| ------------ | ----------------- | ----------- |
| Javadov 53'  | (0–1) Jegyzőkönyv | Arsavin 13' |

| Tofik Bahramov Stadion, Bakı Nézőszám: 17 000 Játékvezető: Webb (angol) |

| 2009. október 14. 18:00 (UTC+2) |

| Németország  | 1–1               | Finnország    |
| ------------ | ----------------- | ------------- |
| Podolski 90' | (0–1) Jegyzőkönyv | Johansson 11' |

| HSH Nordbank Arena, Hamburg Nézőszám: 51 500 Játékvezető: Atkinson (angol) |

| 2009. október 14. 20:00 (UTC+2) |

| Liechtenstein | 0–2               | Wales                  |
| ------------- | ----------------- | ---------------------- |
|               | (0–1) Jegyzőkönyv | Vaughan 16' Ramsey 80' |

| Rheinpark Stadion, Vaduz Nézőszám: 1 858 Játékvezető: Kaldma (észt) |

## Góllövőlista
Alapvető sorrend: gólok száma (csökkenő); játszott percek (növekvő); országnév; játékosnév.
| Helyezés | Játékos                | Nemzet        | Gólok | Játszott percek | Percek / gól |
| -------- | ---------------------- | ------------- | ----- | --------------- | ------------ |
| 1.       | Miroslav Klose         | Németország   | 7     | 492'            | 70' 17"      |
| 2.       | Lukas Podolski         | Németország   | 6     | 764'            | 127' 19"     |
| 3.       | Roman Pavljucsenko     | Oroszország   | 5     | 413'            | 82' 35"      |
| 4.       | Jonatan Johansson      | Finnország    | 5     | 718'            | 143' 35"     |
| 5.       | Michael Ballack        | Németország   | 4     | 676'            | 169'         |
| 6.       | Konsztantyin Zirjanov  | Oroszország   | 3     | 766'            | 255' 20"     |
| 7.       | Bastian Schweinsteiger | Németország   | 3     | 779'            | 259' 40"     |
| 8.       | Andrej Arsavin         | Oroszország   | 3     | 809'            | 269' 40"     |
| 9.       | Alekszandr Kerzsakov   | Oroszország   | 2     | 295'            | 147' 30"     |
| 10.      | Vagif Javadov          | Azerbajdzsán  | 2     | 359'            | 179' 30"     |
| 11.      | Mikael Forssell        | Finnország    | 2     | 490'            | 245'         |
| 12.      | Elvin Mammadov         | Azerbajdzsán  | 2     | 634'            | 317'         |
| 13.      | Sam Vokes              | Wales         | 2     | 721'            | 360' 30"     |
| 14.      | Marcell Jansen         | Németország   | 1     | 78'             | 78'          |
| 15.      | Shefki Kuqi            | Finnország    | 1     | 119'            | 119'         |
| 16.      | Roni Porokara          | Finnország    | 1     | 163'            | 163'         |
| 17.      | David Vaughan          | Wales         | 1     | 180'            | 180'         |
| 18.      | Pavel Pogrebnyak       | Oroszország   | 1     | 203'            | 203'         |
| 19.      | Mika Väyrynen          | Finnország    | 1     | 234'            | 234'         |
| 20.      | Daniel Sjölund         | Finnország    | 1     | 248'            | 248'         |
| 21.      | Samuel Vokes           | Wales         | 1     | 257'            | 257'         |
| 22.      | Simon Rolfes           | Németország   | 1     | 321'            | 321'         |
| 23.      | Niklas Moisander       | Finnország    | 1     | 397'            | 397'         |
| 24.      | Michele Polverino      | Liechtenstein | 1     | 415'            | 415'         |
| 25.      | Joe Ledley             | Wales         | 1     | 440'            | 440'         |
| 26.      | David Edwards          | Wales         | 1     | 484'            | 484'         |
| 27.      | Joseph Ledley          | Wales         | 1     | 521'            | 521'         |
| 28.      | Jari Litmanen          | Finnország    | 1     | 550'            | 550'         |
| 29.      | James Collins          | Wales         | 1     | 550'            | 550'         |
| 30.      | Piotr Trochowski       | Németország   | 1     | 567'            | 567'         |
| 31.      | Heiko Westermann       | Németország   | 1     | 641'            | 641'         |
| 32.      | Igor Szemsov           | Oroszország   | 1     | 641'            | 641'         |
| 33.      | Vaszilij Berezuckij    | Oroszország   | 1     | 688'            | 688'         |
| 34.      | Hannu Tihinen          | Finnország    | 1     | 720'            | 720'         |
| 35.      | Thomas Hitzlsperger    | Németország   | 1     | 731'            | 731'         |
| 36.      | Mario Frick            | Liechtenstein | 1     | 810'            | 810'         |
| 37.      | Szergej Ignasevics     | Oroszország   | 1     | 900'            | 900'         |

Öngólok
Alapvető sorrend: gólok száma (csökkenő); országnév; játékosnév.
| Játékos         | Nemzet        | Gólok | Ellenfél    |
| --------------- | ------------- | ----- | ----------- |
| Veli Lampi      | Finnország    | 1     | Oroszország |
| Petri Pasanen   | Finnország    | 1     | Oroszország |
| Mario Frick     | Liechtenstein | 1     | Wales       |
| Ashley Williams | Wales         | 1     | Németország |

## Lapok
Alapvető sorrend: kiállítások száma (csökkenő); második sárga lap miatti kiállítások száma (csökkenő); sárga lapok száma (csökkenő); országnév; játékosnév.
| Játékos               | Nemzet        | kiállítva | sárga lap · 2. sárga lap · kiállítva | Sárga lap | Összesen |
| --------------------- | ------------- | --------- | ------------------------------------ | --------- | -------- |
| Martin Büchel         | Liechtenstein | 1         |                                      | 2         | 3        |
| Samir Abasov          | Azerbajdzsán  |           | 1                                    | 2         | 3        |
| Fabio Luis Ramim      | Azerbajdzsán  |           | 1                                    |           | 1        |
| Jérôme Boateng        | Németország   |           | 1                                    |           | 1        |
| Franz Burgmeier       | Liechtenstein |           |                                      | 4         | 4        |
| Michele Polverino     | Liechtenstein |           |                                      | 4         | 4        |
| Aleksandr Chertoganov | Azerbajdzsán  |           |                                      | 3         | 3        |
| Saşa Yunisoğlu        | Azerbajdzsán  |           |                                      | 3         | 3        |
| Toni Kallio           | Finnország    |           |                                      | 3         | 3        |
| Fabio D'Elia          | Liechtenstein |           |                                      | 3         | 3        |
| Alekszandr Anyukov    | Oroszország   |           |                                      | 3         | 3        |
| Sam Ricketts          | Wales         |           |                                      | 3         | 3        |
| Elnur Allahverdiyev   | Azerbajdzsán  |           |                                      | 2         | 2        |
| Elmar Bakhshiev       | Azerbajdzsán  |           |                                      | 2         | 2        |
| Rail Malikov          | Azerbajdzsán  |           |                                      | 2         | 2        |
| Mahir Shukurov        | Azerbajdzsán  |           |                                      | 2         | 2        |
| Markus Heikkinen      | Finnország    |           |                                      | 2         | 2        |
| Petri Pasanen         | Finnország    |           |                                      | 2         | 2        |
| Hannu Tihinen         | Finnország    |           |                                      | 2         | 2        |
| Thomas Beck           | Liechtenstein |           |                                      | 2         | 2        |
| Mario Frick           | Liechtenstein |           |                                      | 2         | 2        |
| Raphael Rohrer        | Liechtenstein |           |                                      | 2         | 2        |
| Igor Gyenyiszov       | Oroszország   |           |                                      | 2         | 2        |
| Craig Bellamy         | Wales         |           |                                      | 2         | 2        |
| Wayne Hennessey       | Wales         |           |                                      | 2         | 2        |
| Craig Morgan          | Wales         |           |                                      | 2         | 2        |
| Araz Abdullayev       | Azerbajdzsán  |           |                                      | 1         | 1        |
| Kamran Agaev          | Azerbajdzsán  |           |                                      | 1         | 1        |
| Daniel Akhtyamov      | Azerbajdzsán  |           |                                      | 1         | 1        |
| Vagif Javadov         | Azerbajdzsán  |           |                                      | 1         | 1        |
| Vüqar Nadirov         | Azerbajdzsán  |           |                                      | 1         | 1        |
| Ernani Pereira        | Azerbajdzsán  |           |                                      | 1         | 1        |
| Rashad Sadygov        | Azerbajdzsán  |           |                                      | 1         | 1        |
| Branimir Subašić      | Azerbajdzsán  |           |                                      | 1         | 1        |
| Jussi Jääskeläinen    | Finnország    |           |                                      | 1         | 1        |
| Roman Jerjomenko      | Finnország    |           |                                      | 1         | 1        |
| Joonas Kolkka         | Finnország    |           |                                      | 1         | 1        |
| Veli Lampi            | Finnország    |           |                                      | 1         | 1        |
| Niklas Moisander      | Finnország    |           |                                      | 1         | 1        |
| Tim Sparv             | Finnország    |           |                                      | 1         | 1        |
| Mika Väyrynen         | Finnország    |           |                                      | 1         | 1        |
| Roger Beck            | Liechtenstein |           |                                      | 1         | 1        |
| Ronny Buechel         | Liechtenstein |           |                                      | 1         | 1        |
| Luca Eberle           | Liechtenstein |           |                                      | 1         | 1        |
| David Hasler          | Liechtenstein |           |                                      | 1         | 1        |
| Peter Jehle           | Liechtenstein |           |                                      | 1         | 1        |
| Wolfgang Kieber       | Liechtenstein |           |                                      | 1         | 1        |
| Martin Rechsteiner    | Liechtenstein |           |                                      | 1         | 1        |
| Franz-Josef Vogt      | Liechtenstein |           |                                      | 1         | 1        |
| Simon Rolfes          | Németország   |           |                                      | 1         | 1        |
| Serdar Tasci          | Németország   |           |                                      | 1         | 1        |
| Vaszilij Berezuckij   | Oroszország   |           |                                      | 1         | 1        |
| Renat Janbajev        | Oroszország   |           |                                      | 1         | 1        |
| Roman Pavljucsenko    | Oroszország   |           |                                      | 1         | 1        |
| Szergej Szemak        | Oroszország   |           |                                      | 1         | 1        |
| Igor Szemsov          | Oroszország   |           |                                      | 1         | 1        |
| Dmitrij Torbinszkij   | Oroszország   |           |                                      | 1         | 1        |
| Konsztantyin Zirjanov | Oroszország   |           |                                      | 1         | 1        |
| Jurij Zsirkov         | Oroszország   |           |                                      | 1         | 1        |
| Gareth Bale           | Wales         |           |                                      | 1         | 1        |
| David Edwards         | Wales         |           |                                      | 1         | 1        |
| Jason Koumas          | Wales         |           |                                      | 1         | 1        |
| Aaron Ramsey          | Wales         |           |                                      | 1         | 1        |
| Carl Robinson         | Wales         |           |                                      | 1         | 1        |
| Ashley Williams       | Wales         |           |                                      | 1         | 1        |
| Összesen              | Összesen      | 1         | 3                                    | 97        | 101      |

## Nézőszámok
Az alábbi táblázat tartalmazza a csapatok otthoni mérkőzéseinek nézőszámait
Alapvető sorrend: átlagos nézőszám (csökkenő); országnév
| Csapat        | M | Összesen | Legalacsonyabb | Legmagasabb | Átlag  |
| ------------- | - | -------- | -------------- | ----------- | ------ |
| Németország   | 5 | 240 344  | 35 369         | 65 607      | 48 069 |
| Oroszország   | 5 | 210 600  | 20 500         | 72 100      | 42 120 |
| Finnország    | 5 | 130 621  | 14 000         | 37 150      | 26 124 |
| Azerbajdzsán  | 5 | 101 500  | 12 000         | 25 000      | 20 300 |
| Wales         | 5 | 93 635   | 13 356         | 26 064      | 18 727 |
| Liechtenstein | 5 | 18 325   | 1 635          | 6 021       | 3 665  |